# 480 Hansa
480 Hansa este un asteroid din centura principală, descoperit pe 21 mai 1901, de Max Wolf și Luigi Carnera.